# Segunda División de España 1994-95
La temporada 1994–95 de la Segunda División de España de fútbol corresponde a la 64.ª edición del campeonato y se disputó entre el 3 de septiembre de 1994 y el 18 de junio de 1995 en su fase regular. Posteriormente se disputó la promoción de ascenso entre el 21 de junio y el 28 de junio
El campeón de Segunda División fue el CP Mérida.

## Sistema de competición
La Segunda División de España 1994/95 fue organizada por la Liga de Fútbol Profesional (LFP).
El campeonato contó con la participación de 20 clubes y se disputó siguiendo un sistema de liga, de modo que todos los equipos se enfrentaron entre sí, todos contra todos en dos ocasiones -una en campo propio y otra en campo contrario- sumando un total de 38 jornadas. El orden de los encuentros se decidió por sorteo antes de empezar la competición.
Los dos primeros clasificados ascendieron directamente a Primera División, mientras que el tercer y cuarto clasificado disputaron la promoción de ascenso ante el decimoséptimo y decimoctavo clasificado de la máxima categoría en eliminatorias directas a doble partido.
Los cuatro últimos clasificados descendieron directamente a Segunda División B, aunque este año se acabaron respescando a Getafe y Leganés, decimoctavo y decimonoveno clasificados, debido a la reestructuración en Primera División a una liga de 22 equipos donde a su vez se habían readmitido a Valladolid y Albacete, que habían descendido. Acabaron descendiendo únicamente Palamós, decimoséptimo, que además descendería a Tercera División por motivos económicos, y Orense, vigésimo.

## Clubes participantes
| Datos de ascensos y descensos con respecto a la temporada anterior |
| --- |
| AD Rayo Vallecano, UE Lleida y Atlético Osasuna descienden de Primera División. RCD Español, Real Betis y SD Compostela ascienden a Primera División. CD Castellón, Real Murcia CF y Cádiz CF descienden a Segunda División B. También desciende el Real Burgos CF pero por motivos económicos deja de competir. CF Extremadura, Getafe CF, CD Orense y UD Salamanca ascienden a Segunda División. |

| Equipo                              | Ciudad            | Estadio                  |
| ----------------------------------- | ----------------- | ------------------------ |
| Athletic Club "B"                   | Bilbao            | San Mamés                |
| Club Deportivo Badajoz              | Badajoz           | El Vivero                |
| Fútbol Club Barcelona "B"           | Barcelona         | Mini Estadi              |
| Sociedad Deportiva Eibar            | Éibar             | Ipurúa                   |
| Club de Fútbol Extremadura          | Almendralejo      | Francisco de la Hera     |
| Getafe Club de Fútbol               | Getafe            | Las Margaritas           |
| Hércules Club de Fútbol             | Alicante          | José Rico Pérez          |
| Club Deportivo Leganés              | Leganés           | Luis Rodríguez de Miguel |
| Unió Esportiva Lleida               | Lérida            | Camp d'Esports           |
| Real Madrid Club de Fútbol "B"      | Madrid            | Ciudad Deportiva         |
| Real Club Deportivo Mallorca        | Palma de Mallorca | Lluís Sitjar             |
| Club Atlético Marbella              | Marbella          | Municipal de Marbella    |
| Club Polideportivo Mérida           | Mérida            | Municipal de Mérida      |
| Club Deportivo Orense               | Orense            | O Couto                  |
| Club Atlético Osasuna               | Pamplona          | El Sadar                 |
| Palamós Club de Futbol              | Palamós           | Nou Municipal            |
| Agrupación Deportiva Rayo Vallecano | Madrid            | Vallecas                 |
| Unión Deportiva Salamanca           | Salamanca         | Helmántico               |
| Club Deportivo Toledo               | Toledo            | Salto del Caballo        |
| Villarreal Club de Fútbol           | Villarreal        | El Madrigal              |

## Clasificación
| Pos. | Equipo                   | Pts. | PJ | G  | E  | P  | GF | GC | Dif. | Clasificación                 |
| ---- | ------------------------ | ---- | -- | -- | -- | -- | -- | -- | ---- | ----------------------------- |
| 1    | Mérida C. P. (C, A)      | 56   | 38 | 23 | 10 | 5  | 55 | 19 | +36  | Ascenso a Primera División    |
| 2    | A. D. Rayo Vallecano (A) | 53   | 38 | 20 | 13 | 5  | 61 | 31 | +30  | Ascenso a Primera División    |
| 3    | U. E. Lleida             | 46   | 38 | 19 | 8  | 11 | 54 | 34 | +20  | Acceso a Promoción de ascenso |
| 4    | U. D. Salamanca (A)      | 45   | 38 | 15 | 15 | 8  | 48 | 37 | +11  | Acceso a Promoción de ascenso |
| 5    | S. D. Eibar              | 43   | 38 | 12 | 19 | 7  | 32 | 27 | +5   |                               |
| 6    | F. C. Barcelona "B"      | 42   | 38 | 11 | 20 | 7  | 64 | 48 | +16  |                               |
| 7    | C. A. Osasuna            | 41   | 38 | 14 | 13 | 11 | 39 | 35 | +4   |                               |
| 8    | Real Madrid C. F. "B"    | 39   | 38 | 13 | 13 | 12 | 42 | 40 | +2   |                               |
| 9    | Hércules C. F.           | 39   | 38 | 13 | 13 | 12 | 43 | 44 | −1   |                               |
| 10   | Villarreal C. F.         | 38   | 38 | 11 | 16 | 11 | 41 | 36 | +5   |                               |
| 11   | C. D. Toledo             | 38   | 38 | 13 | 12 | 13 | 49 | 54 | −5   |                               |
| 12   | R. C. D. Mallorca        | 38   | 38 | 13 | 12 | 13 | 53 | 40 | +13  |                               |
| 13   | Atlético Marbella        | 34   | 38 | 13 | 8  | 17 | 42 | 54 | −12  |                               |
| 14   | C. D. Badajoz            | 34   | 38 | 9  | 16 | 13 | 32 | 40 | −8   |                               |
| 15   | C. F. Extremadura        | 34   | 38 | 8  | 18 | 12 | 35 | 48 | −13  |                               |
| 16   | Athletic Club "B"        | 32   | 38 | 10 | 12 | 16 | 42 | 52 | −10  |                               |
| 17   | Palamós C. F. (D)        | 30   | 38 | 8  | 14 | 16 | 52 | 57 | −5   | Descenso a Segunda División B |
| 18   | Getafe C. F.             | 30   | 38 | 5  | 20 | 13 | 26 | 42 | −16  |                               |
| 19   | C. D. Leganés            | 28   | 38 | 10 | 8  | 20 | 39 | 66 | −27  |                               |
| 20   | C. D. Orense (D)         | 20   | 38 | 4  | 12 | 22 | 26 | 71 | −45  | Descenso a Segunda División B |

 Fuente: BDFútbol
Criterios de clasificación: Puntos · Enfrentamientos directos · Diferencia de goles · Goles a favor · Play-off
Al finalizar la temporada de Primera División, el Sevilla Fútbol Club y el Real Club Celta de Vigo fueron descendidos a Segunda División B al no realizar correctamente el trámite de conversión en Sociedad anónima deportiva. Para ocupar su plaza se ascendió a Primera División al Albacete Balompié (que había descendido en la promoción) y al Real Valladolid Club de Fútbol penúltimo clasificado de la Primera División de España 1994/95 que había descendido a Segunda División. Posteriormente Sevilla y Celta fueron devueltos a Primera División, por lo que esta se configuró con veintidós equipos. Para ocupar los vacantes dejados por Albacete y Valladolid se ascendieron a los equipos Getafe Club de Fútbol y Club Deportivo Leganés que habían descendido a Segunda División B. En primera instancia se iba a ascender al Palamós Club de Fútbol pero este fue descendido a Tercera División por impagos.

## Resultados
| Local \ Visitante     | ATH | BAD | BAR | EIB | EXT | GET | HER | LEG | LLE | MLL | MAR | MER | ORE | OSA | PAL | RAY | RMA | SAL | TOL | VIL |
| --------------------- | --- | --- | --- | --- | --- | --- | --- | --- | --- | --- | --- | --- | --- | --- | --- | --- | --- | --- | --- | --- |
| Athletic Club "B"     | —   | 2–1 | 0–0 | 1–2 | 1–1 | 1–0 | 0–1 | 3–1 | 0–2 | 4–3 | 3–1 | 0–1 | 3–0 | 3–1 | 3–1 | 1–2 | 1–3 | 0–0 | 1–1 | 0–2 |
| C. D. Badajoz         | 2–1 | —   | 0–0 | 0–0 | 1–1 | 2–0 | 0–0 | 1–1 | 0–1 | 1–0 | 1–4 | 0–0 | 1–0 | 0–1 | 2–3 | 2–2 | 0–2 | 1–1 | 0–0 | 2–1 |
| F. C. Barcelona "B"   | 3–3 | 0–0 | —   | 0–0 | 5–1 | 1–1 | 0–0 | 6–2 | 3–2 | 2–2 | 5–2 | 1–0 | 7–0 | 1–1 | 3–1 | 1–1 | 4–1 | 2–0 | 3–3 | 1–1 |
| S. D. Eibar           | 0–0 | 0–0 | 1–0 | —   | 0–0 | 1–1 | 2–0 | 0–0 | 3–1 | 1–0 | 0–0 | 0–1 | 1–0 | 1–1 | 1–1 | 0–1 | 0–0 | 0–0 | 2–2 | 2–1 |
| C. F. Extremadura     | 2–1 | 0–1 | 1–1 | 0–0 | —   | 0–0 | 2–0 | 0–0 | 0–2 | 2–0 | 1–0 | 1–4 | 0–0 | 1–0 | 1–2 | 0–0 | 1–1 | 2–3 | 1–1 | 0–0 |
| Getafe C. F.          | 1–1 | 0–0 | 1–1 | 0–1 | 2–2 | —   | 0–0 | 1–0 | 2–2 | 2–2 | 1–1 | 0–0 | 1–0 | 0–2 | 0–3 | 1–1 | 0–3 | 0–0 | 1–3 | 1–1 |
| Hércules C. F.        | 1–0 | 2–1 | 2–0 | 0–1 | 2–3 | 1–0 | —   | 1–1 | 1–0 | 2–0 | 3–1 | 1–1 | 5–0 | 1–0 | 1–1 | 3–1 | 1–2 | 1–0 | 1–2 | 1–1 |
| C. D. Leganés         | 1–0 | 0–1 | 1–2 | 2–0 | 1–2 | 2–1 | 2–3 | —   | 1–1 | 1–3 | 2–0 | 1–0 | 4–2 | 1–1 | 1–0 | 1–2 | 1–0 | 0–2 | 2–3 | 0–2 |
| U. E. Lleida          | 0–0 | 1–0 | 4–2 | 2–1 | 5–1 | 0–0 | 4–0 | 3–0 | —   | 1–0 | 1–3 | 0–1 | 3–0 | 1–2 | 2–1 | 1–1 | 2–0 | 1–1 | 2–0 | 0–1 |
| R. C. D. Mallorca     | 6–2 | 1–0 | 1–1 | 0–0 | 1–0 | 1–1 | 1–0 | 2–0 | 0–0 | —   | 3–1 | 1–0 | 2–0 | 5–0 | 5–2 | 2–0 | 2–0 | 1–2 | 1–1 | 2–2 |
| Atlético Marbella     | 2–1 | 0–0 | 2–0 | 0–1 | 2–1 | 0–2 | 0–0 | 0–1 | 2–0 | 2–1 | —   | 0–2 | 1–0 | 1–0 | 2–2 | 0–2 | 0–2 | 3–1 | 2–0 | 3–2 |
| Mérida C. P.          | 2–0 | 1–0 | 2–1 | 1–1 | 1–1 | 2–0 | 4–0 | 1–1 | 3–2 | 0–0 | 3–0 | —   | 1–0 | 1–1 | 1–1 | 1–0 | 1–1 | 4–0 | 1–0 | 2–0 |
| C. D. Orense          | 0–1 | 1–1 | 1–1 | 2–1 | 3–2 | 0–2 | 1–1 | 0–2 | 1–2 | 2–2 | 1–0 | 0–3 | —   | 0–0 | 1–4 | 0–4 | 0–0 | 2–2 | 1–1 | 1–1 |
| C. A. Osasuna         | 1–1 | 1–1 | 1–1 | 2–2 | 1–0 | 2–0 | 2–1 | 3–0 | 0–1 | 1–0 | 3–0 | 0–1 | 1–1 | —   | 2–0 | 0–0 | 1–0 | 1–2 | 2–2 | 2–1 |
| Palamós C. F.         | 1–1 | 3–4 | 3–3 | 1–1 | 1–1 | 2–0 | 1–1 | 7–1 | 0–0 | 1–1 | 0–1 | 1–2 | 2–0 | 0–1 | —   | 2–3 | 2–1 | 0–0 | 1–1 | 0–2 |
| A. D. Rayo Vallecano  | 1–2 | 1–0 | 0–0 | 2–2 | 3–0 | 1–1 | 3–1 | 3–1 | 1–0 | 1–0 | 2–2 | 2–0 | 1–1 | 2–0 | 3–1 | —   | 4–0 | 2–1 | 2–0 | 3–0 |
| Real Madrid C. F. "B" | 0–0 | 2–0 | 1–2 | 2–0 | 1–1 | 1–0 | 2–2 | 4–1 | 0–2 | 1–0 | 2–2 | 0–2 | 0–1 | 0–0 | 2–0 | 1–3 | —   | 0–0 | 2–1 | 1–1 |
| U. D. Salamanca       | 3–0 | 5–1 | 2–0 | 1–0 | 1–1 | 1–2 | 1–1 | 0–0 | 0–2 | 0–0 | 0–0 | 2–1 | 3–1 | 1–0 | 2–1 | 1–1 | 2–4 | —   | 4–0 | 2–1 |
| C. D. Toledo          | 3–1 | 0–3 | 1–1 | 2–3 | 0–1 | 1–1 | 3–1 | 3–2 | 0–1 | 3–2 | 2–1 | 0–2 | 3–2 | 2–0 | 1–0 | 2–0 | 0–0 | 1–2 | —   | 1–0 |
| Villarreal C. F.      | 0–0 | 2–2 | 3–0 | 0–1 | 1–1 | 0–0 | 1–1 | 3–1 | 3–0 | 1–0 | 3–1 | 0–2 | 2–1 | 0–2 | 0–0 | 0–0 | 0–0 | 0–0 | 2–0 | —   |

## Promoción de ascenso
En la promoción de ascenso jugaron UE Lleida y UD Salamanca como tercer y cuarto clasificado de Segunda División. Sus rivales fueron Albacete Balompié y Sporting de Gijón como decimoséptimo y decimoctavo clasificado de Primera División.
La promoción se jugó a doble partido a ida y vuelta con los siguientes resultados:
| 21 de junio de 1995 | UD Salamanca | 0:2     | Albacete Balompié       | Estadio Helmántico, Salamanca                                                 |                                                                               |
|                     |              | Reporte | Bjelica 17' Zalazar 62' | Asistencia: 17.000 espectadores Árbitro(s): García-Aranda Encinar (Madrileño) | Asistencia: 17.000 espectadores Árbitro(s): García-Aranda Encinar (Madrileño) |

| 27 de junio de 1995 | Albacete Balompié | 0:5     | UD Salamanca                                                    | Estadio Carlos Belmonte, Albacete                                   |                                                                     |
|                     |                   | Reporte | Torrecilla 40' Urzaiz 90+5' Urzaiz 110' Díaz 115' Vellisca 120' | Asistencia: 16.000 espectadores Árbitro(s): Brito Arceo (Tinerfeño) | Asistencia: 16.000 espectadores Árbitro(s): Brito Arceo (Tinerfeño) |

| Asciende a Primera División UD Salamanca |

| 22 de junio de 1995 | UE Lleida                 | 2:2     | Sporting de Gijón  | Camp d'Esports, Lérida                                                   |                                                                          |
|                     | Paco Salillas 20' Roa 93' | Reporte | Sabou 34' Pier 51' | Asistencia: 11.000 espectadores Árbitro(s): Fernández Marín (Valenciano) | Asistencia: 11.000 espectadores Árbitro(s): Fernández Marín (Valenciano) |

| 28 de junio de 1995 | Sporting de Gijón                | 3:2     | UE Lleida                   | Estadio El Molinón, Gijón                                         |                                                                   |
|                     | Lediakhov 51' Sabou 65' Pier 77' | Reporte | David 56' Paco Salillas 85' | Asistencia: 28.000 espectadores Árbitro(s): López Nieto (Andaluz) | Asistencia: 28.000 espectadores Árbitro(s): López Nieto (Andaluz) |

| Permanece en Primera División Sporting de Gijón |

- El Albacete Balompié no llegó a descender por ser repescado en Primera División.

## Trofeo Pichichi
Trofeo que otorga el Diario Marca al máximo goleador de la Segunda División.
| #   | Jugador              | Equipo                    | Goles |
| --- | -------------------- | ------------------------- | ----- |
| 1º  | Puche II             | Palamós CF                | 21    |
| 2º  | Goran Milojević      | RCD Mallorca              | 20    |
| 3º  | Paco Salillas        | UE Lleida                 | 18    |
| 4º  | De Diego             | CD Leganés                | 16    |
| 5º  | Rafa Pozo            | CD Badajoz                | 14    |
|     | Javi García Almendro | Palamós CF                | 14    |
| 7º  | Guilherme            | Rayo Vallecano            | 14    |
| 8º  | Jon Bakero           | Fútbol Club Barcelona "B" | 13    |
|     | Joan Barbará         | UD Salamanca              | 13    |
| 10º | Juan Carlos          | Club Atlético Marbella    | 11    |
|     | Jon Pérez Bolo       | Bilbao Athletic           | 10    |

## Otros premios

### Trofeo Zamora
Francisco Leal, guardameta del CP Mérida, consiguió el trofeo al portero menos goleado encajando 19 goles en 38 partidos (0,50). Para optar al premio fue necesario disputar 60 minutos en, como mínimo, 28 partidos.

### Trofeo Guruceta
Premio otorgado por el Diario Marca al mejor árbitro del torneo.
 Evaristo Puentes Leira

## Resumen
Campeón de Segunda División:
| - Club Polideportivo Mérida |

Ascienden a Primera División:
| - Club Polideportivo Mérida | - Agrupación Deportiva Rayo Vallecano | - Unión Deportiva Salamanca |

Desciende a Segunda División B: 
| - Club Deportivo Orense |

Desciende a Tercera División: 
| - Palamós Club de Fútbol |